# БТС-2
БТС-2 (бронированный тягач средний) — советский бронированный тягач. Разработан на базе среднего танка Т-54 на Заводе № 183. Предназначен для эвакуации аварийных танков с поля боя из зоны действия огня противника.

## История
Разработка первого танкового тягача была поручена Заводу №183 в июле 1947 года. Однако по причине доработок, связанных с доработкой и организацией серийного производства базовой машины к работам по разработке тягача КБ завода приступило только в ноябре 1947 года. К декабрю уже был готов Технический проект машины и был представлен на рассмотрение в Министерство обороны СССР. До июля 1948 года велась доработка проекта.
Однако из-за изменений тягового усилия лебёдки проект пришлось переработать. К октябрю 1948 года доработанный проект был представлен на повторное рассмотрение. Изделию был присвоен индекс ГБТУ «Объект 9». Опытный образец был изготовлен к концу сентября 1950 года. 6 декабря этого же года образец прошёл полный цикл заводских испытаний.
К концу 1951 года три опытных образца «Объекта 9» были отправлены на дополнительные испытания. Испытания продолжались до 30 мая 1952 года. Затем последовал этап отработки.
В 1954 году прошёл последний этап государственных испытаний, по результатам которого машина была рекомендована к принятию на вооружение, а в феврале 1955 года машина была принята на вооружение под обозначением БТС-2.

## Серийное производство
В 1956 году была выпущена первая серийная партия из 10 машин. Первоначально тягачи выпускали на шасси танка Т-54 образца 1948 года. Однако впоследствии в КБ Завода №183 был разработан вариант тягача на шасси танка Т-54А образца 1956 года. Кроме того, Автомат Калашникова с кривым стволом был установлен только на первой серийной партии БТС-2 из 10 машин. В дальнейшем тягач выпускался без вооружения.

## Описание конструкции

### Броневой корпус и башня
В крыше корпуса смонтирована шаровая опора, на которой закреплялся Автомат Калашникова с кривым стволом, турельная установка с пулемётом была закреплена на основании крышки люка стрелка-радиста.
Экипаж из трёх человек (механик-водитель (он же командир машины), радист и сцепщик-такелажник) размещались в носовой части машины в отделении управления.
В средней и кормовой частях корпуса машины находится силовое отделение, в котором размещены тяговая лебедка, двигатель с обслуживающими системами, входной редуктор с отбором мощности на привод тяговой лебедки, остальные агрегаты трансмиссии и часть электрооборудования.

### Вооружение
Основных вооружением являлся 12,7-мм крупнокалиберный пулемёт ДШКМ. Боекомплект составлял 400 патронов. В качестве дополнительного вооружения использовался 7,62-мм Автомат Калашникова с кривым стволом. Боекомплект составлял 1350 патронов. Из-за плохой кучности стрельбы, турельная установка с 12,7-мм пулемётом ДШКМ на серийные образцы не устанавливалась.

## Модификации
- БТС-2 — базовая модификация
- WZT-1 — польская лицензионная копия

## Операторы
- СССР

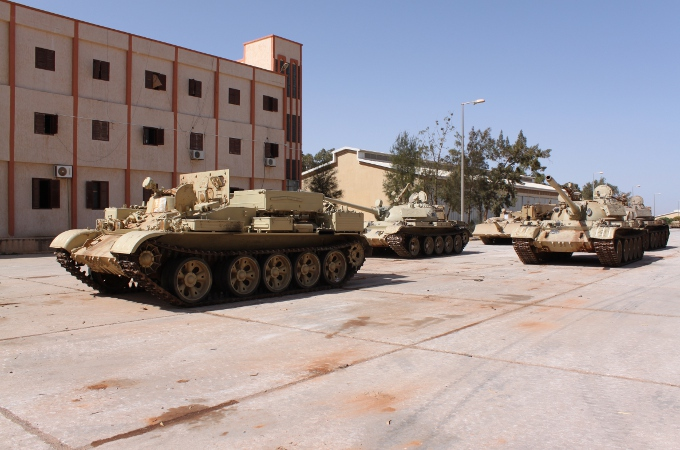
Ливийские БТС-2 и Т-55

- Польша — 100 единиц БТС-2 под обозначением WZT-1 поставлены из СССР в период с 1971 по 1978 годы[3]
- Финляндия — 10 единиц БТС-2 поставлены из СССР в 1967 году[3]
- Ливия

## Боевое применение
1. Афганская война (1979—1989)[4].